# Université d'État de Transnistrie
 (janvier 2014).
Si vous disposez d'ouvrages ou d'articles de référence ou si vous connaissez des sites web de qualité traitant du thème abordé ici, merci de compléter l'article en donnant les références utiles à sa vérifiabilité et en les liant à la section « Notes et références ».
L'université d'État de Transnistrie Taras Chevtchenko (Приднестровский государственный университет имени Тараса Шевченко) est l'université principale de la république sécessionniste de Transnistrie. Elle se trouve dans la capitale, Tiraspol, et porte le nom de l'écrivain ukrainien Taras Chevtchenko. Sa devise est : per aspera ad astra ! Elle est calquée sur le système universitaire de la fédération de Russie. Son recteur est le professeur Stepan I. Beril.

## Historique
L'établissement est fondé en tant qu'institut pédagogique en 1930 avec cinq chaires et trois facultés (de mécanique et de mathématiques; de linguistique et enfin d'agrobiologie). Il prend le nom de Taras Chevtchenko (pour son 125e anniversaire de naissance) en mars 1939. En 1940, l'établissement reçoit 700 étudiants. Pendant la Grande Guerre patriotique, l'institut est évacué à Bougourouslan, près d'Orenbourg, mais beaucoup d'enseignants, d'étudiants et d'employés de l'institut meurent au front.
Le 25 juin 1992, après les dramatiques événements de la guerre civile de Moldavie, la décision est prise de fusionner l'institut avec l'université d'État de la région de Transnistrie, ce qui donne naissance à l'université actuelle qui prend son nom d'aujourd'hui en 1997. Elle fait partie de l'association eurasiatique des universités classiques en 1999.
L'université comprend entre 12 000 et 15 000 étudiants. L'enseignement est donné en russe, avec certaines chaires données en moldave et en ukrainien. Il existe aussi un enseignement par correspondance. L'admission à l'université est ouverte aussi aux citoyens étrangers.

## Établissements
- Faculté agrario-technologique
- Antenne polytechnique de Bendery
- Institut militaire
- Faculté de sciences naturelles et de géographie

- Institut de génie technique

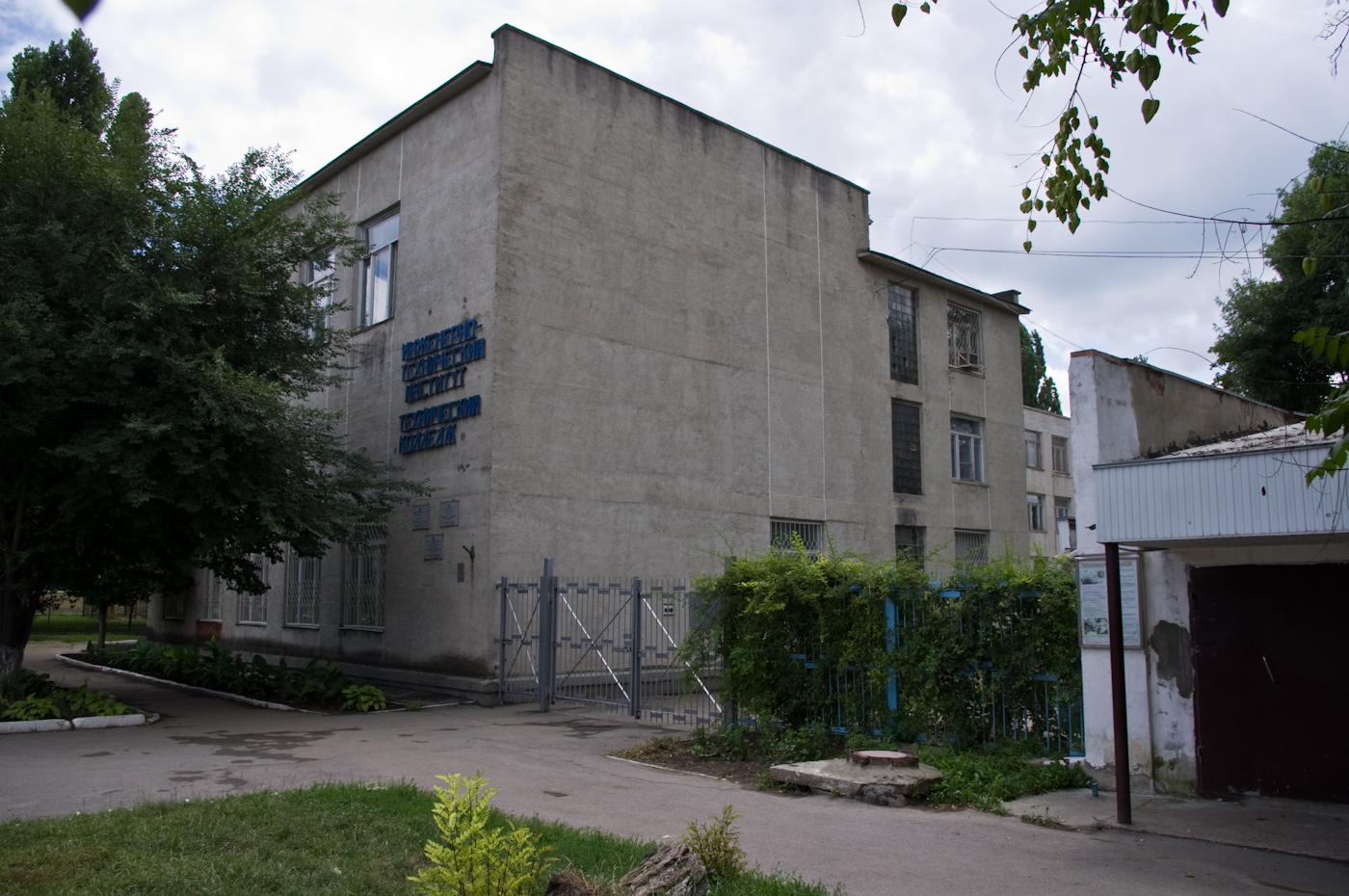
Faculté de génie technique

- Institut d'histoire, d'administration publique et de droit
- Institut des langues et de littérature
- Faculté de médecine
- Antenne universitaire de Rybnitsa
- Faculté des arts et d'architecture
- Faculté de pédagogique et de psychologie
- Faculté de culture physique et de sport
- Faculté de physique et de mathématiques
- Faculté d'économie
- Faculté juridique

## Musées
L'université administre quatre musées :
- Musée d'histoire de l'université
- Musée d'archéologie
- Musée de zoologie
- Musée de géologie et de paléontologie

## Anciens étudiants
- Aliona Archinova, femme politique russe.
- Evgueni Chevtchouk, ancien président de la république moldave du Dniestr
- Nina Chtanski, femme politique
- Vladimir Yastrebtchak, ancien ministre des Affaires étrangères de la RMD